# Pauropus intermedius
Pauropus intermedius är en mångfotingart som beskrevs av Hansen 1901. Pauropus intermedius ingår i släktet grovfåfotingar, och familjen fåfotingar. Inga underarter finns listade i Catalogue of Life.